# Réveil des oiseaux
Réveil des oiseaux est une œuvre d'Olivier Messiaen pour piano et orchestre écrite en 1953. 

## Origine et création
Il s'agit d'une commande du critique et musicologue allemand Heinrich Strobel (1898-1970). Cette œuvre, d'une durée de  28 minutes, est dédiée à la mémoire de l'ornithologue Jacques Delamain. Elle a été créée au Festival de Donaueschingen le 11 octobre 1953. Yvonne Loriod était au piano, l'Orchestre du Südwestfunk Baden-Baden était dirigé par Hans Rosbaud.

## Effectif de l'orchestre
- Soliste : 1 piano
- Orchestre :

3 flûtes, 1 flûte piccolo, 2 hautbois, 1 cor anglais, 4 clarinettes, 3 bassons,
2 cors, 2 trompettes,
2 percussionnistes, 1 xylophone, 1 glockenspiel, 1 célesta,
8 violons, 8 violon 2, 8 altos, 8 violoncelles, 6 contrebasses.

## Discographie
- Václav Neumann, Orchestre philharmonique tchèque, Yvonne Loriod, piano ; Supraphon, 1969.
- Kent Nagano, Orchestre National de France, Yvonne Loriod, piano ; Erato Musifrance, 1996 (+ Trois petites liturgies de la Présence divine).
- Pierre Boulez, Orchestre de Cleveland, Pierre-Laurent Aimard, piano ; Deutsche Grammophon, 1997 (+ Sept Haïkaï ; Poèmes pour Mi).